# Ḩājjīābād-e Bazzāzī
Ḩājjīābād-e Bazzāzī (persiska: حاجی آباد بزازی) är en ort i Iran.   Den ligger i provinsen Khorasan, i den nordöstra delen av landet, 600 km öster om huvudstaden Teheran. Ḩājjīābād-e Bazzāzī ligger 1 074 meter över havet och antalet invånare är 435.
Terrängen runt Ḩājjīābād-e Bazzāzī är huvudsakligen platt, men åt nordost är den kuperad.Runt Ḩājjīābād-e Bazzāzī är det ganska glesbefolkat, med 29 invånare per kvadratkilometer. Närmaste större samhälle är Neqāb, 7,3 km väster om Ḩājjīābād-e Bazzāzī. Omgivningarna runt Ḩājjīābād-e Bazzāzī är i huvudsak ett öppet busklandskap.